# 2596 Vainu Bappu
2596 Vainu Bappu è un asteroide della fascia principale. Scoperto nel 1979, presenta un'orbita caratterizzata da un semiasse maggiore pari a 3,0307692 au e da un'eccentricità di 0,0721563, inclinata di 10,25052° rispetto all'eclittica.
L'asteroide è dedicato all'astronomo indiano Manali Kallat Vainu Bappu.